# Peter Prechtl
Peter Prechtl (* 7. August 1948 in Lenggries; † 18. Januar 2007) war ein deutscher Philosoph, Universitätsprofessor und Journalist.

## Leben

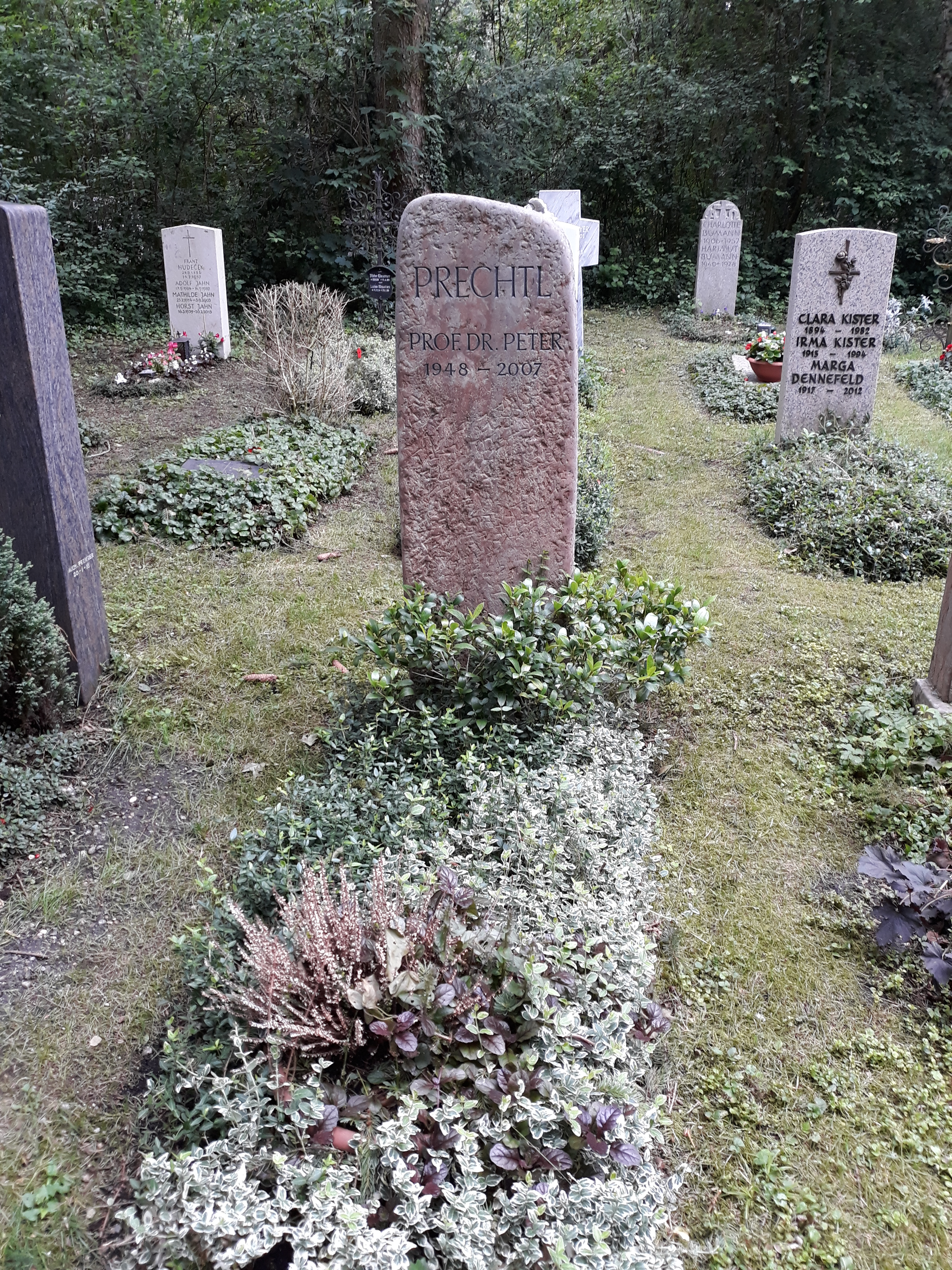
Grab von Peter Prechtl auf dem Waldfriedhof Obermenzing

Prechtl studierte Philosophie, Politische Wissenschaften und Pädagogik in München. Dort wurde er 1981 mit einer Dissertation über „Die anthropologische und sozialphilosophische Relevanz von Bedürfnis und Versagung“ promoviert. Er habilitierte sich 1989 in Würzburg über Edmund Husserl und hatte Professuren an der Humboldt-Universität Berlin, der Universität Würzburg sowie der Heinrich-Heine-Universität Düsseldorf in Philosophie inne. Er lehrte bis zu seinem Tod 2007 als außerplanmäßiger Professor an der Bayerischen Julius-Maximilians-Universität Würzburg und arbeitete als freier Journalist in München. 
Prechtl publizierte zu Themen der Phänomenologie, Sprachphilosophie und Ethik.
Er war verheiratet, lebte in München und war Vater zweier Söhne.

## Veröffentlichungen
Monografien
- Bedürfnisstruktur und Gesellschaft: die Problematik der Vermittlung von Bedürfnis des Menschen und gesellschaftlicher Versagung bei Gehlen, Fromm und Marcuse. Königshausen und Neumann, Würzburg 1983, ISBN 3-88479-078-1.
- Saussure zur Einführung. Junius Hamburg 1994, ISBN 3-88506-893-1
- Sprachphilosophie: Lehrbuch Philosophie. Metzler, Stuttgart 1998, ISBN 3-476-01644-7.
- Edmund Husserl zur Einführung. 4., ergänzte Auflage, Junius Hamburg 2006, ISBN 3-88506-369-7.
- Descartes zur Einführung. Junius Hamburg 2000, ISBN 3-88506-926-1

Herausgeberschaften
- Grundbegriffe der analytischen Philosophie. Metzler, Stuttgart 2004, ISBN 3-476-10345-5.
- Philosophie. Metzler, Stuttgart 2005, ISBN 3-476-02113-0.
- mit Franz-Peter Burkard: Metzler-Lexikon Philosophie: Begriffe und Definitionen. (1996[3]) 3., erweiterte und aktualisierte Auflage. Metzler, Stuttgart 2008, ISBN 978-3-476-02187-8.